# Calinga Maga
Calinga Maga ou Kalinga Magha (reinado 1215–1236), (em oriá:  କଳିଙ୍ଗ ମଘା ,em tâmil:  கலிங்க மாகன்,em cingalês:  කාලිංග මාඝ) foi o fundador e primeiro monarca do Reino de Jafanapatão, tendo também estabelecido a Dinastia Aryacakravarti. Maga é recordado principalmente pela agressividade na conquista e pelo fanatismo hindu.